# Continente Modelo
Continente Modelo (anteriormente simplesmente com o nome Modelo) é uma marca portuguesa de cadeia de supermercados da Sonae MC S.A., do grupo Sonae.
A cadeia Continente Modelo compreende hipermercados de 2000 m2 em centros urbanos de média dimensão com um núcleo muito forte na área alimentar.
Durante a época natalícia, este estabelecimento adota "Popota", um hipopótamo fêmea cor-de-rosa, como sua mascote oficial.